# Convento de Nuestra Señora del Valle
El convento de Nuestra Señora del Valle es un antiguo convento situado en la localidad de San Román del Valle, municipio de Villabrázaro, provincia de Zamora, España.
Ubicado a los pies de un cerro de escasa altitud, junto al arroyo Ahogaborricos se alzan, dominando todo el valle, los restos de este santuario, que fuera panteón de los primeros condes de Benavente e importante centro franciscano. Por su deteriorado estado de conservación, se encuentra incluido en la Lista Roja del Patrimonio.

## Historia
La vinculación del santuario con los franciscanos se remonta al siglo XV, cuando el papa Benedicto XIII aprueba la donación a la Tercera Orden de San Francisco de la iglesia de Santa María del Valle.
A partir de los Decretos de exclaustración de 1835, el convento inicia de forma rápida su proceso de abandono y destrucción. Tras la marcha de los monjes de la zona, el convento desapareció, utilizándose sus piedras para otras construcciones del municipio, aunque el santuario anexo se mantuvo en pie hasta la primera mitad del siglo XX.
En la actualidad, las ruinas de lo que fuera este conjunto monástico evidencian la importancia que llegó a tener el lugar. Se conserva la iglesia desprovista de cubierta, y la torre, que Manuel Gómez-Moreno pudo ver en uso y describir su bella armadura, que hoy podemos contemplar en la Torre del Caracol del Parador de Benavente, donde fue trasladada en la década de 1980.

## Descripción
De la construcción tardogótica y de los restos conventuales, poco se reconoce; entre ruinas y maleza se dibuja débilmente la planta de lo que fuera el claustro con sus pandas y el cierre norte de la crujía. De estos muros arruinados parece deducirse lo endeble de su fábrica de mampostería en los zócalos y tapial para los alzados.
De la importante reforma que se llevó a cabo durante el siglo XVIII, datan algunos de los elementos arquitectónicos mejor conservados del conjunto. La iglesia conserva la sencillez y belleza de su traza barroca: de planta rectangular, con cabecera de testero recto y una nave que sobresale ligeramente del plano. Destaca la impresionante fachada ubicada a poniente, que consta de dos cuerpos enmarcados verticalmente por pilastras y separados por una cornisa doble que remata en frontón curvo. La puerta de acceso es de medio punto con las impostas muy marcadas; sobre ella se sitúa una gran ventana orlada con alfiz. A ambos lados y bajo el frontón, se disponen tres hornacinas para acoger imágenes. A su izquierda se dispone una esbelta torre de cuatro tramos maciza en el inferior, coronada de chapitel y con cuerpo de campanas en el superior.